# Vysoká Pec (Ústí nad Labem)
Vysoká Pec è un comune della Repubblica Ceca facente parte del distretto di Chomutov, nella regione di Ústí nad Labem.